# Suburbicariis sedibus
Suburbicariis sedibus war ein Motu proprio von Papst Johannes XXIII. Es wurde am 11. April 1962 veröffentlicht.
Die Neuordnung hatte der Papst bereits im Motu proprio Ad suburbicarias dioeceses im Jahr zuvor angekündigt. In diesem Schreiben legte der Papst fest, dass er in Zukunft die Kardinalbischöfe frei ernennen wird. Zuvor wurden sie nach Seniorität besetzt. Somit waren jeweils die sieben dienstältesten Kardinäle Vorsteher der Suburbikarischen Bistümer.

## Bestimmungen
Der Papst legte mit Suburbicariis sedibus fest, dass die Suburbikarischen Bistümer Albano, Ostia, Porto und Santa Rufina, Palestrina, Sabina und Poggio Mirteto, Frascati und Velletri künftig eigene residierende Diözesanbischöfe erhalten sollen. Sie sollen die volle Bischofsgewalt über ihre Bistümer haben. Die Kardinalbischöfe sollen zukünftig nur noch eine Schirmherrschaft über ihre Titularsitze ausüben, wie die Kardinalpriester über ihre Titelkirchen.
Der Papst legte fest, dass die Kardinalbischöfe in ihrer jeweiligen Kathedrale eine Messe mit Thron und Baldachin feiern dürfen, was im tridentinischen Ritus für gewöhnlich ein Vorrecht des Ortsbischofs war. Er musste sich also im Gegensatz zu einem Weihbischof oder eins ortsfremden Bischofs nicht des Faldistoriums bedienen. Anderen Bischöfen das Privileg der Nutzung des Throns zu gewähren, wurde dem Diözesanbischof zugeordnet. In den anderen Kirchen ihres Bistums bedürfen sie der Zustimmung des Diözesanbischofs. Sie dürfen sich wie zuvor in der jeweiligen Kathedrale bestatten lassen. Sie wurden von der Verpflichtung, die jeder Diözesanbischof zu erfüllen hat, befreit, für ihr Bistum jeden Sonntag die Messe zu feiern (Applikationspflicht). Die Kardinalbischöfe nehmen immer noch in feierlicher Form Besitz von ihrem jeweiligen Bistum, sind jedoch an der Verwaltung der Diözese nicht mehr beteiligt.
Für das Bistum Ostia, welches der jeweilige Kardinaldekan zusätzlich innehatte, wurde bis heute kein eigener Bischof ernannt. Der jeweilige Kardinalvikar führt das Bistum als Apostolischer Administrator.
Außerdem wurde bestimmt, dass die Suburbikarischen Bistümer mit dem Bistum Rom eine eigene regionale Bischofskonferenz bilden.
Zusammen mit dem Motu proprio Cum gravissima vom 15. April 1962, das festlegte, dass die Kardinaldiakone zukünftig zu Bischöfen geweiht werden sollten, bewirkte Suburbicariis sedibus, dass die drei Kardinalklassen zu einer reinen Ehrenrangfolge wurden.

## Vorausgegangene Regelungen
Durch die Industrialisierung zogen immer mehr Menschen in die Nähe von Rom. Die suburbikarischen Bistümer, die bis dahin wenige Einwohner hatten, wurden zu großen Siedlungen. Dadurch wuchsen auch die bischöflichen Aufgaben. Da die Kardinalbischöfe als Kurienkardinäle den Papst in der Leitung der Weltkirche unterstützen, war es für die Kardinalbischöfe mit einer großen Arbeitslast verbunden oder die Bistümer waren ihres Hirten beraubt. Für gewöhnlich waren es die dienstältesten Kardinäle und daher bereits im hohen Alter, als sie sich in das Amt eines Diözesanbischofs einarbeiteten. Papst Pius X. stellte ihnen, da sie wegen der Kurienämter in Rom residierten (CIC 1917 can. 238), Suffragane zur Seite. Hierbei handelte es sich nicht um einen Suffraganbischof, also einen Diözesanbischof, der nicht Metropolit ist, sondern einen Bischof, der das Bistum eines anderen mit Jurisdiktion verwaltete.
Papst Benedikt XV. machte dies wieder rückgängig (CIC 1917 can. 240). Die Kardinalbischöfe erhielten jedoch Weihbischöfe zur Seite gestellt, die den Großteil der pastoralen und verwaltungstechnischen Aufgaben übernahmen.

## Tabellarische Übersicht der suburbikarischen Bistumer
| Suburbikarisches Bistum   | Damaliger Amtsinhaber    | Amtszeit  | Nachfolger als Kardinalbischof | Amtszeit  | Nachfolger als Diözesanbischof                                            | Amtszeit                                                                  |
| ------------------------- | ------------------------ | --------- | ------------------------------ | --------- | ------------------------------------------------------------------------- | ------------------------------------------------------------------------- |
| Albano                    | Giuseppe Pizzardo        | 1948–1970 | Krikor Bedros XV. Agagianian   | 1970–1971 | Raffaele Macario                                                          | 1966–1977                                                                 |
| Ostia                     | Eugène Tisserant         | 1951–1972 | Amleto Giovanni Cicognani      | 1972–1973 | Wird seither vom Kardinalvikar als Apostolischer Administrator verwaltet. | Wird seither vom Kardinalvikar als Apostolischer Administrator verwaltet. |
| Porto und Santa Rufina    | Eugène Tisserant         | 1946–1972 | Paolo Marella                  | 1972–1984 | Andrea Pangrazio                                                          | 1967–1984                                                                 |
| Palestrina                | Benedetto Aloisi Masella | 1948–1970 | Carlo Confalonieri             | 1972–1986 | Pietro Severi                                                             | 1966–1975                                                                 |
| Sabina und Poggio Mirteto | Giuseppe Ferretto        | 1961–1973 | Antonio Samorè                 | 1974–1983 | Marco Caliaro                                                             | 1962–1988                                                                 |
| Frascati                  | vakant                   | 1962      | Amleto Giovanni Cicognani      | 1962–1973 | Luigi Liverzani                                                           | 1962–1989                                                                 |
| Velletri                  | Clemente Micara          | 1946–1965 | Fernando Cento                 | 1965–1973 | Dante Bernini                                                             | 1975–1982                                                                 |